# Pastora Medina
Pastora Medina (20 de marzo de 1952) es una política venezolana. Durante su trayectoria política ha sido alcaldesa del municipio Caroní entre 1996 y 2000, siendo la primera mujer electa al cargo, y diputada a la Asamblea Nacional de Venezuela por el estado Bolívar. Actualmente es vicepresidenta de Movimiento Ecológico de Venezuela.

## Carrera
Medina es profesora e inició su carrera política militando en el partido La Causa Radical, siendo electa como alcaldesa del municipio Caroní entre 1996 y 2000, y fue la primera mujer electa al cargo. Empezó a militar en Patria Para Todos con la llegada de Hugo Chávez al poder. En 2005 fue electa como diputada del estado Bolívar. En 2008 se desligó del chavismo, año en el que denunció durante una sesión de la Asamblea Nacional y ante el Ministerio Público que Cilia Flores, quien presidía el parlamento para entonces, de saltar los protocolos legales de contratación pública y de nepotismo, otorgándole posiciones a primos, sobrinos y hermanos.
Para 2010 volvió a competir por la posición como diputada en las elecciones parlamentarias del 26 de septiembre, sin resultar electa. Actualmente es vicepresidenta nacional de Movimiento Ecológico de Venezuela, partido por el cual postuló su candidatura para las elecciones parlamentarias de 2015.

## Vida personal
Pastora es hermana del también político venezolano Pablo Medina.